# Dębnica Kaszubska (gmina)
Dębnica Kaszubska est une gmina rurale du powiat de Słupsk, Poméranie, dans le nord de la Pologne. Son siège est le village de Dębnica Kaszubska, qui se situe environ 14 km au sud-est de Słupsk et 96 km à l'ouest de la capitale régionale Gdańsk.
La gmina couvre une superficie de 300,02 km2 pour une population de 9 422 habitants.

## Géographie
La gmina inclut les villages de Boguszyce, Borzęcinko, Borzęcino, Brzeziniec, Budówko, Budowo, Dargacz, Dębnica Kaszubska, Dobieszewko, Dobieszewo, Dobra, Dobrzec, Dobrzykowo, Dudzicze, Gałęzów, Gogolewko, Gogolewo, Goszczyno, Grabin, Grabówko, Jamrzyno, Jawory, Konradowo, Kotowo, Krzynia, Krzywań, Łabiszewo, Łabiszewo-Kolonia, Leśnia, Łysomice, Łysomiczki, Maleniec, Mielno, Motarzyno, Niemczewo, Niepoględzie, Ochodza, Podole Małe, Podwilczyn, Skarszów Dolny, Skarszów Górny, Spole, Starnice, Starniczki, Suliszewo, Troszki et Żarkowo.
La gmina borde les gminy de Borzytuchom, Czarna Dąbrówka, Damnica, Kobylnica, Kołczygłowy, Potęgowo, Słupsk et Trzebielino.